# Petza'el
Petza'el (hebreu: פְּצָאֵל‎) és un assentament israelià localitzat a Cisjordània, que s'organitza com a un moixav. Està situat al centre de la vall del Jordà, a 34,5 quilòmetres de la línia verda, i es troba sota la jurisdicció del Consell Regional de Bik'at HaYarden. L'any 2019 tenia una població de 304 habitants. Porta el nom de Fasael, germà gran d'Herodes el Gran.
La comunitat internacional considera que els assentaments israelians a Cisjordània són il·legals segons el dret internacional, però el govern israelià ho disputa.

## Situació
Petza'el es troba a una altitud de 235 metres sota el nivell del mar, a la part central de la vall del Jordà, i se situa a 20 quilòmetres al nord del centre de Jericó, 35 quilòmetres al nord-est del nucli històric de Jerusalem i a 63 quilòmetres a l'est del centre de Tel-Aviv.

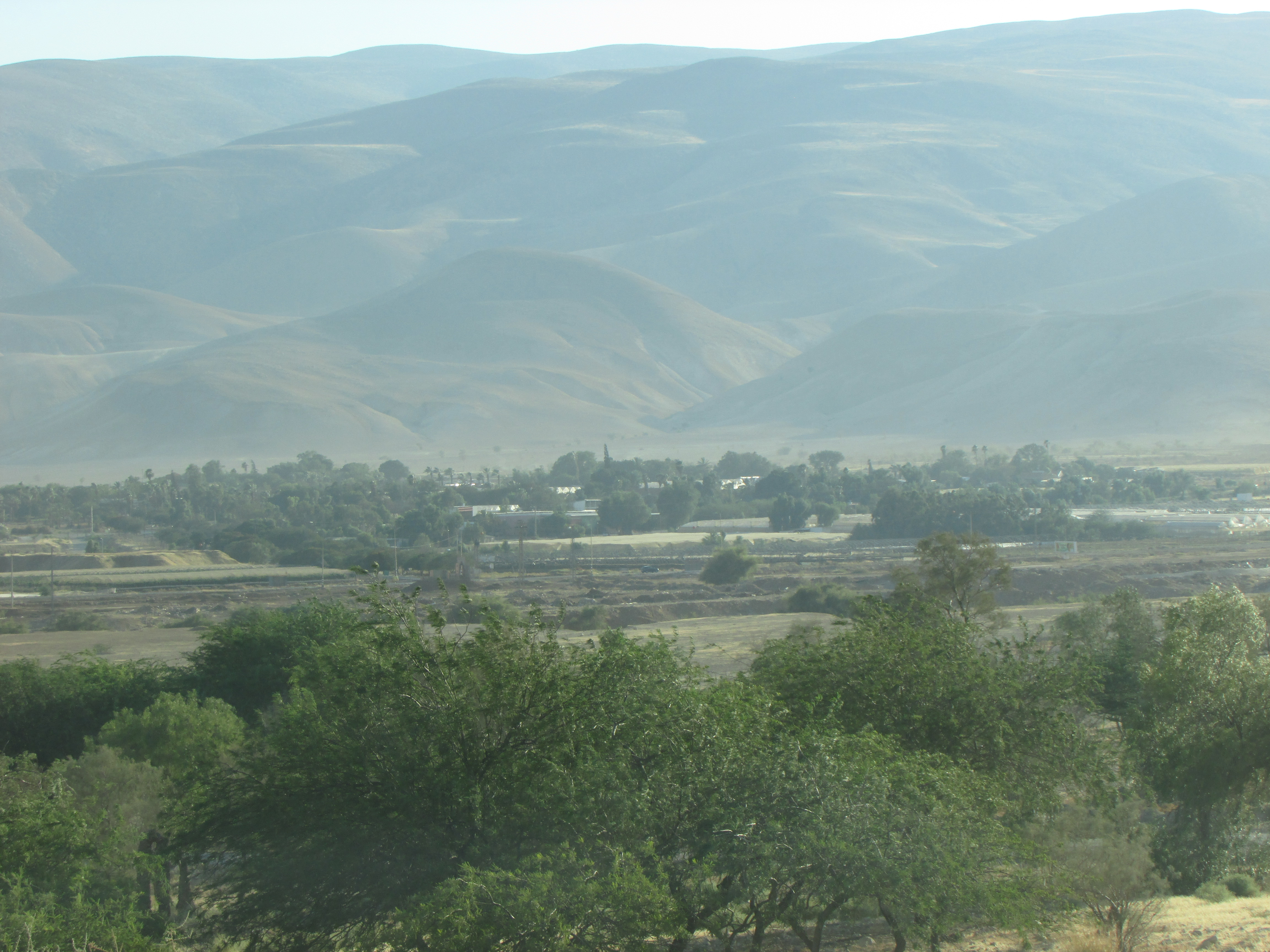
Vista de Petza'el des del sud des del memorial de guerra Habik'a.

Està connectat amb la xarxa de transport de Cisjordània per la carretera número 90 (l'anomenada carretera de Gandhi), el principal eix de transport nord-sud de la vall del Jordà, des d'on surt la carretera local número 505, que porta a la ciutat de Ma'ale Efraim i a l'assentament. El moixav es troba a uns 7 quilòmetres del riu Jordà, que també forma la frontera internacional entre la Cisjordània controlada per Israel i el Regne de Jordània.
El poble forma part d'una franja territorialment contínua d'assentaments agrícoles israelians que s'estenen al llarg de la carretera número 90. L'únic assentament palestí important als voltants és el poble d'al-Fasayil, el nom del qual conserva el nom del lloc antic original de Fesael. Fasayil es troba al costat nord d'aquesta franja d'assentaments, que també inclou la zona agrícola jueva dels assentaments de Netiv Hagdud, Tomer, Gilgal i Niran
A l'oest de l'assentament, el pendent pronunciat de les muntanyes de Samaria s'alça des de la falla de la vall del Jordà.

## Història
La proliferació d'assentaments a Cisjordània va ser promogut per Israel després de la seva conquesta el 1967. La vall del Jordà va ser una de les zones on es van establir primer els assentaments israelians. L'anomenat Pla Alon preveia l'annexió objectiva de bona part de Cisjodània. 

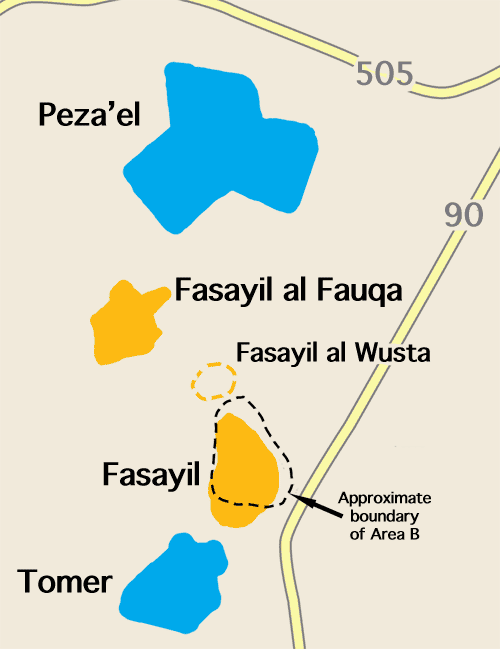
El poble palestí de Fasayil amb els assentaments israelians propers.

L'assentament de Peca'el, establert el 1970, va ser el primer d'aquesta part de la vall del Jordà i al seu voltant, van anar sorgint d'altres comunitats agrícoles jueves.
Segons l'ONG paletina ARIJ, per construir Petza'el Israel va confiscar terres a dos pobles palestins:
• 1.242 dúnams de Fasayil
• 176 dúnams d'Al-Jiftlik.
L'assentament es va establir prop de Ma'ale Efraim el 1970 per antics soldats que eren membres del Moviment Moixavim. L'assentament es va administrar inicialment com a un moixav i quíbuts. L'any 1975 l'assentament es va traslladar a un emplaçament de la vall on hi havia els camps agrícoles.. En els darrers anys, els assentaments de la vall del Jordà han absorbit unes 30 noves famílies, la majoria fills dels membres fundadors.
A principis del segle XXI, Petza'el, com tota l'àrea del Consell Regional de Bik'at haYarden, no estava inclòs en el projecte del Mur de Seguretat israelià. Des de finals de la dècada de 1960, segons les intencions del Pla Alon, Israel pretén mantenir tota la franja de la vall del Jordà. El futur del poble depèn dels paràmetres d'un possible acord de pau entre Israel i els palestins.
Durant la segona intifada no hi va haver atacs palestins greus al poble, així com a gairebé tota la regió de la vall del Jordà.

## Economia
La majoria dels residents de l'assentament es dediquen a l'agricultura. Els membres més joves treballen tant a l'agricultura com en d'altres feines.
L'any 2013 l'assentament comptava amb 3.960 dúnams de terra conreada, dels quals 2.700 s'utilitzaven per a palmeres datileres, 800 per a vinyes, 400 per a hortalisses (majoritàriament pebrots) i 60 per al conreu de flors. La major part de la producció agrícola es destina a l'exportació.

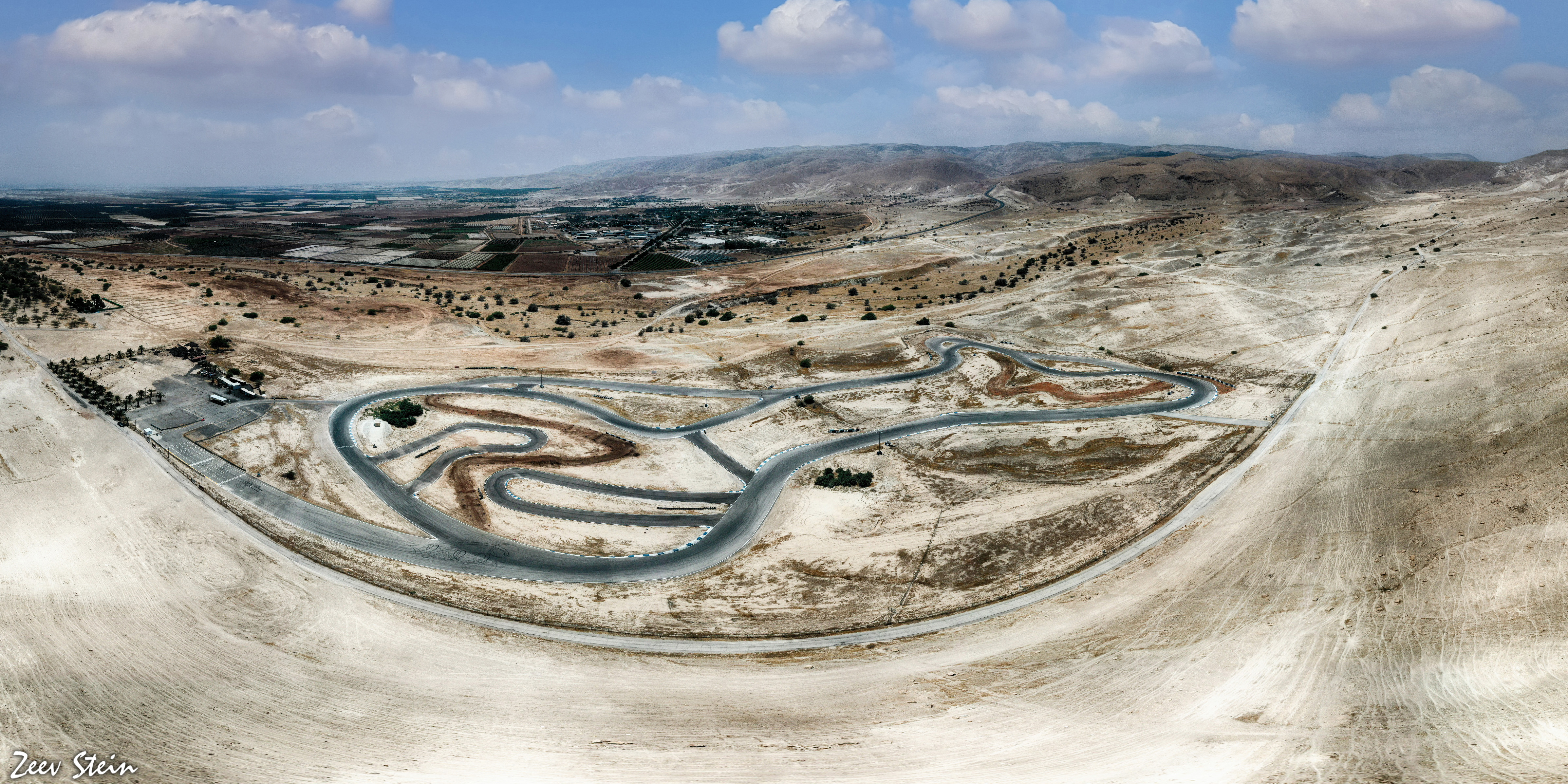
Circuit de Petza'el.

Hi va haver polèmica el 2018 per la construcció d'un circuit de carreres prop de l'assentament. Haaretz va informar que el circuit era il·legal i que havia estat construït pel consell regional de Cisjordània utilitzant fons públics.